# Sylvie (Marvel Cinematic Universe)
Sylvie Laufeydottir (lett. "Sylvie figlia di Laufey", nata Loki) è un personaggio del Marvel Cinematic Universe (MCU) interpretato da Sophia Di Martino, parzialmente ispirato ai personaggi di Lady Loki e Sylvie Lushton. È una variante di Loki, intenzionata a combattere la Time Variance Authority (TVA). Spera di distruggere la TVA e Colui che rimane per averle rubato la sua vita; durante la sua missione, è costretta ad allearsi con una variante di Loki del 2012, di cui si innamora.
Di Martino debutta nei panni del personaggio nella serie televisiva Loki (2021). Il personaggio di Sylvie ha ricevuto un'accoglienza positiva e Di Martino ha ricevuto premi e nomination per la sua interpretazione.

## Biografia del personaggio
Nata con il nome di Loki, analogamente alla variante del 2012 è una gigante di ghiaccio figlia di Laufey, che presumibilmente abbandonò da neonata in quanto troppo minuta e debole; al contrario della sua variante, tuttavia, ha sempre saputo di essere stata adottata dagli asgardiani. Da bambina, mentre sta giocando nel palazzo, viene prelevata e arrestata da Ravonna Renslayer, una cacciatrice dell'organizzazione Time Variance Authority, sotto l'accusa di aver creato un evento Nexus andando contro i dettami della Sacra Linea Temporale. Riesce a rubare il TemPad di Rensleyer per fuggire attraverso il tempo e lo spazio, imparando nel corso dei secoli a nascondersi nelle varie apocalissi per non essere rintracciata. Abbandona l'identità di Loki per assumere l'alias di "Sylvie" e si prefigge come scopo quello di abbattere la TVA per liberare la Sacra Linea Temporale e impedire ad altre persone di essere strappate alle loro vite com'è successo a lei. Impara da sola degli incantesimi con cui prendere il controllo della mente delle persone.

### Incontro con Loki
Sylvie mette in atto un piano consistente nel bombardare la Sacra Linea Temporale, così da distrarre la TVA e penetrare nella loro base per raggiungere le tre entità note come Custodi Temporali, i creatori dell'organizzazione, con l'intenzione di ucciderli. La donna viene ostacolata da una variante di Loki proveniente dal 2012, che è stato arrestato dalla TVA e reclutato dall'agente Mobius per aiutarli a rintracciare Sylvie. Loki e Sylvie combattono e finiscono per errore bloccati nel 2077 sulla luna Lamentis-1, durante un'apocalisse che porterà alla distruzione completa del satellite e dei suoi abitanti. I due sono costretti a collaborare per cercare di salvarsi e finiscono per legare, paragonando le rispettive esperienze di vita; falliti i tentativi, si rassegnano alla loro morte imminente e tra loro nasce un legame sentimentale che porta alla creazione di un evento Nexus, grazie al quale la TVA li rintraccia e arresta. La Cacciatrice B-15, precedentemente incantata da Sylvie, viene a sapere da lei la verità sulla natura dell'organizzazione (la quale mente ai suoi impiegati, che sono loro stessi Varianti con la memoria alterata); Loki e Sylvie vengono portati al cospetto dei Custodi Temporali per essere uccisi, ma B-15 li libera e, nello scontro che ne segue, i Custodi Temporali si rivelano essere androidi. Loki fa per confessare i suoi sentimenti a Sylvie ma viene cancellato dall'esistenza da Ravonna; quando Sylvie scopre che Loki è ancora vivo nel Vuoto alla fine dei tempi, si porta a sua volta per raggiungerlo. Nel Vuoto, Sylvie si ricongiunge con Mobius e Loki e incontra altre varianti Loki che li stanno aiutando. Il gruppo deduce che Alioth, la mostruosa entità che consuma qualsiasi essere vivente nel Vuoto, può condurre al vero creatore della TVA, quindi Loki e Sylvie riescono a combinare i loro poteri per controllare la creatura e aprire un varco verso una cittadella disabitata.

### L'assassinio di Colui che rimane
Nella Cittadella, a Loki e Sylvie viene offerta l'opportunità di tornare nella Sacra Linea Temporale con tutti i loro desideri realizzati, ma i due rifiutano. Incontrano il vero creatore della TVA, un uomo chiamato Colui che Rimane, il quale rivela loro di aver predetto tutto quello che hanno fatto fino a quel momento. Colui che rimane spiega di aver creato la TVA per imbrigliare la Sacra Linea Temporale e impedire una guerra multiversale scatenata da Varianti malvagie di lui stesso, concedendo a Loki e Sylvie la possibilità di ucciderlo – liberando la Sacra Linea Temporale e portando a un'altra guerra – oppure di prendere il suo posto come governanti. Sylvie decide di ucciderlo e viene contrastata da Loki, il quale è preoccupato per le sorti del multiverso. La donna ritiene che tale sua indecisione derivi da una sete di potere e ingaggia uno scontro con lui, al termine del quale Loki le confessa quello che prova per lei. Sylvie lo bacia ma, essendo consumata dal desiderio di vendetta, lo spedisce al quartier generale della TVA in un'epoca passata e uccide Colui che rimane, per poi guardare la diramazione della Sacra Linea Temporale che porta all'apertura del multiverso.

### Assestamento del multiverso
Sylvie si stabilisce in una linea temporale alternativa a Broxton in Oklahoma, nel 1982, dove inizia a lavorare per un McDonald. Durante uno dei suoi salti temporali, Loki vede brevemente Sylvie in un futuro in cui la TVA sta collassando, pertanto decide di cercarla per capirci di più. Loki e Mobius rintracciano Sylvie grazie al Cacciatore X-5; Loki spiega a Sylvie che la TVA è in pericolo a causa dell'espansione del multiverso e che la sua distruzione li renderebbe vulnerabili agli attacchi delle varianti di Colui che rimane, ma lei non è interessata a salvare la TVA. I tre scoprono attraverso X-5 che il generale Dox e i suoi seguaci vogliono portare avanti la missione dei Custodi Temporali falciando le ramificazioni di troppo; riescono a fermarli, ma numerose linee temporali vengono ugualmente distrutte, suscitando la rabbia di Sylvie, che ritiene la TVA irrecuperabile. Inizialmente torna a Broxton, ma, preoccupandosi per la minaccia delle varianti, si dirige a Chicago nel 1893 per uccidere Victor Timely, l'uomo destinato a diventare Colui che rimane; entra quindi in conflitto con Loki e Mobius, che vorrebbero portare Timely alla TVA per salvarla (essendo l'unico in grado di riparare il Telaio Temporale che sintetizza il tempo grezzo, il quale sta per esplodere), e con Ravonna e Miss Minutes, le quali intendono portare Timely a compiere il suo destino. Sylvie si lascia impietosire da Timely e lo lascia andare con Loki e Mobius, seguendoli alla TVA. Dopo aver rimproverato Mobius per l'apparente indifferenza che prova per le sorti del multiverso, Sylvie ha una discussione con Loki sulle possibilità che la TVA possa cambiare in meglio. I due devono poi intervenire per salvare Timely da Ravonna, realizzando nel mentre la visione futuristica vista in precedenza da Loki. I tentativi di impedire al Telaio di esplodere falliscono e tutti alla TVA vengono rimandati alle loro vite precedenti senza memoria, mentre Sylvie viene riportata a Broxton e riprende la sua vita. Loki la raggiunge per aiutarlo a far tornare i loro amici alla TVA, ma Sylvie gli fa notare che sarebbe ingiusto nei loro confronti; Loki ammette di voler salvare la TVA principalmente per riavere i suoi amici, in quanto ha paura di rimanere da solo. Sylvie lo incoraggia a prendere in mano la sua vita, ma poco dopo la sua linea temporale collassa, così come il resto del multiverso. Loki impara a controllare i suoi salti temporali e passa secoli a cercare di riparare il Telaio prima che esploda; scoprendo che è impossibile, si sposta ulteriormente indietro nel tempo per fermare Sylvie dall'uccidere Colui che rimane. Quest'ultimo rivela di aver previsto tutto e spiega a Loki che ci sono solo due opzioni: distruggere il Telaio e scatenare una guerra tra varianti che non lascerà superstiti, oppure uccidere Sylvie per impedirle di uccidere Colui che Rimane e proteggere la Sacra Linea Temporale. Loki viaggia nel tempo per parlare con Sylvie della situazione e lei afferma che sarebbe preferibile che muoiano tutti piuttosto che vivere nella restrizione della Sacra Linea Temporale. Loki decide quindi con dolore di sacrificarsi per salvare gli amici e il multiverso: dopo aver salutato Sylvie e Mobius, distrugge il Telaio con la sua magia e trasferisce tutte le ramificazioni temporali alla fine dei tempi, per passare isolato l'eternità ad alimentare e proteggere il multiverso con la sua magia. Qualche tempo dopo, Sylvie accompagna Mobius, che si è ritirato dalla TVA, a osservare la sua vita passata, prima di andarsene rispondendo evasivamente su quello che farà adesso, mentre Loki veglia su di loro alla fine dei tempi.

## Caratterizzazione
L'intento del creatore Michael Waldron era quello di far interpretare a Sylvie un ruolo nell'autorealizzazione di Loki e nella sua redenzione dopo la rappresentazione da cattivo di Loki in The Avengers; Waldron ha spiegato che: "incontrando Sylvie e trovandosi come uno specchio davanti a lui, Loki per la prima volta prova dell'affetto per se stesso… in Sylvie vede qualcosa da ammirare in se stesso". Nella serie Sylvie è l'interesse amoroso di Loki, idea progettata da Waldron dall'inizio dello sviluppo della storia, in quanto lo sceneggiatore voleva che il riluttante rapporto tra i due personaggi portasse allo sviluppo di Loki, il quale avrebbe imparato anche a perdonare se stesso. Waldron ha elogiato Di Martino e la sua capacità di contrapporsi a Hiddleston. Riguardo ai dubbi sulla storia d'amore tra Loki e Sylvie, Hiddleston ha lodato tale svolta narrativa, spiegando: "Non credo che il rapporto di Loki con se stesso sia molto salutare… è soddisfacente vederlo affrontare alcuni suoi aspetti a cui cerca di rifuggire… inoltre, Sylvie non è Loki. Sylvie è Sylvie. Anche questo è un aspetto interessante." Herron ha ritenuto che il suo interesse romantico fosse unico, dal momento che "c'è qualcosa di divertente al riguardo: Sylvie è Loki, ma allo stesso tempo non lo è. Hanno avuto esperienze di vita molto diverse. Quindi, anche solo dal punto di vista dell'identità, è stato interessante". Ha aggiunto che "Quando condividono quello sguardo, inizia come un'amicizia in fiore. Poi, per la prima volta, entrambi provano una sensazione alla "Oh, potrebbe essere qualcosa in più?".
Rachel Paige di Marvel.com ha affermato che Sylvie è "incredibilmente protetta", in quanto ha eretto delle "mura" attorno a sé per difendersi, sia dagli scontri fisici che dai sentimenti; l'arco narrativo del personaggio nella prima stagione della serie la vede cominciare ad abbattere questi muri, mentre si concentra sulla sua vendetta contro la TVA. Di Martino ha osservato l'alone di estrema tristezza che circonda il personaggio negli ultimi momenti della prima stagione, in quanto l'adempimento del suo scopo non le provoca alcun sollievo. Herron ha notato che Sylvie è guidata da vendetta, dolore e rabbia, come Loki nel film Thor; Loki, che riconosce le sensazioni provate dalla donna, l'avverte che non otterrà quello che vuole, ma Sylvie non riesce a capirlo in quanto non lo ha ancora raggiunto nel suo processo di autoguarigione. Herron ha affermato che i sentimenti che Sylvie prova per Loki, concretizzati nel loro bacio, sono genuini, ma il suo desiderio di vendetta li ha superati, portandola a tradirlo per abbattere la TVA una volta per tutte; il bacio è quindi inteso come un addio e non necessariamente come un trucco. Di Martino, commentando il finale della prima stagione, ha detto che "Sylvie ha come unica missione la vendetta, in quanto la sua vita le è stata rovinata, è mossa da questo tipo di rabbia. Si tratta del suo "glorioso proposito", è convinta nella sua missione per tutta la serie."
Sylvie, come Loki, è bisessuale, un aspetto che Herron e Di Martino hanno ritenuto importante per la sua rappresentazione e per onorare la mitologia norrena a cui il personaggio si ispira. Molte testate giornalistiche, incluso il Los Angeles Times, hanno notato che tale scelta imita i fumetti, riconoscendo in ciò un grande passo avanti per l'MCU nella sua inclusione di personaggi LGBTQ.

### Aspetto
Di Martino, Herron, la costumista Christine Wada e l'hair designer Amy Wood hanno progettato il costume di Sylvie affinché fosse il più pratico possibile per adattarlo alla sua vita travagliata, allontanandosi da elementi stereotipati dei costumi femminili come i tacchi alti. Secondo Di Martino, il look del personaggio doveva riflettere il fatto che Sylvie fosse in fuga, "non un'esperienza confortevole", mostrandolo anche attraverso il suo aspetto trasandato iniziale. Nelle prime puntate indossa un copricapo a forma di corna simile a quello usato da Loki nei film del MCU, lo stesso di Lady Loki nei fumetti; uno dei corni è rotto per indicare quanto la sua vita fosse travagliata prima di incontrare Loki e per simboleggiare il fatto che il personaggio fosse "rotto" interiormente. A causa della gravidanza di Di Martino, il suo costume è stato modificato con delle cerniere nascoste affinché potesse allattare il suo bambino tra una ripresa e l'altra.
Screen Rant ha osservato i precedenti problemi del MCU nel realizzare costumi scomodi o inutilmente sessualizzati, approvando il riconoscimento della Marvel che "indossare abiti rivelatori mentre si combatte il crimine non ha senso".
Di Martino ha incorporato nella parlata di Sylvie il suo accento nativo, così da contrastare la parlata di Loki pur mantenendo l'accento asgardiano. L'attrice ha spiegato di aver fatto attenzione ai piccoli dettagli, rendendo Sylvie poco elegante o raffinata, in quanto non si sarebbe adattata all'esperienza vissuta dal personaggio.

## Concezione e sviluppo

### Ideazione e creazione
Sylvie è un personaggio originale creato per il Marvel Cinematic Universe; si ispira a Lady Loki, una forma femminile del Loki originale che ha debuttato in Thor Vol. 2 n. 80, e a Sylvie Lushton, la seconda incarnazione dell'Incantatrice, introdotta in Dark Reign: Young Avengers n. 1. Nei fumetti, Lushton è una ragazza originaria del Broxton (Oklahoma) che riceve poteri magici quando gli asgardiani prendono il controllo della sua casa; successivamente, diventa un membro temporaneo dei Giovani Vendicatori e la cosiddetta "dea dell'inganno", nomina data a Sylvie nel MCU. La serie combina i personaggi di Sylvie Lushton e Lady Loki in un nuovo personaggio, una variante femminile di Loki che ha abbandonato tale nome per adottare l'alias di "Sylvie".

### Casting
Sophia Di Martino ha fatto un provino per il ruolo insieme a Tom Hiddleston, interpretando due personaggi chiamati "Sarah" e "Bob"; solo in un secondo momento le hanno detto quale fosse il vero ruolo. Nel 2019 è stata scelta ufficialmente e le prime indiscrezioni dicevano che avrebbe interpretato una versione femminile di Loki. Secondo l'attrice, era importante rendere il personaggio di Sylvie unico e originale, pur facendole mantenere aspetti importanti della personalità di Loki. La regista Kate Herron ha presentato il personaggio come dotato di un nuovo retroscena in una nuova storia , mentre la sua fisicità e i manierismi sarebbero stati simili a quelli del Loki di Hiddleston. Herron ha scelto Di Martino in quanto ha riconosciuto che "ha un fuoco dentro e porta una straordinaria vulnerabilità a tutti i suoi personaggi", con l'intento di creare Sylvie come una Loki alternativa in grado di reggere senza distogliere l'attenzione dalla sua controparte alternativa. Hiddleston ha espresso entusiasmo per il casting di Di Martino, dichiarando: "Non vedo l'ora che il pubblico veda Sophia… ha malizia, giocosità, forse un po' di frammentazione interiore e alcune emozioni infrante… ma si è così impegnata e l'ha resa completamente sua con la sua preparazione e ricerca e ha creato una dinamica davvero divertente". Hiddleston ha anche affermato che probabilmente per Loki sarebbe stato "abbastanza destabilizzante" incontrare una versione alternativa di se stesso.

## Accoglienza
Nonostante gli iniziali dubbi per la confusione sulla sua identità, successivamente il personaggio è stato accolto positivamente dalla critica e dal pubblico. Recensendo l'episodio Lamentis, Nola Pfau ha definito Sylvie "tragica ma simpatica" nella sua consapevolezza sulla propria identità nonostante il parere altrui. Simon Cardy di IGN ha lodato l'interpretazione di Di Martino, in particolare la scena condivisa con Hiddleston nella puntata Viaggio nel Mistero. Lauren Puckett-Pope di Elle ha definito Sylvie "complicata come l'amore per il quale diventa poetica". Empire ha considerato il personaggio "una nuova favorita dai fan". Eliana Dockterman di Time ha descritto Sylvie come "un personaggio sfumato e avvincente", aggiungendo che "sarebbe un peccato se se tutto ciò che andasse storto nel MCU nel prossimo decennio sarà colpa sua", riferendosi alle sue azioni nell'episodio Per tutti i tempi. Sempre. Cardy ha affermato che le scelte prese da Sylvie in quest'ultima puntata sono perfettamente sensate in relazione allo sviluppo del personaggio, tesi condivisa dalla rivista Rolling Stone, secondo la quale Sylvie sarebbe stata spinta dalla vendetta. Brady Langmann di Esquire ha definito l'interpretazione di Di Martino come Sylvie superiore a quella di molti altri personaggi femminili Marvel.
Sylvie è diventata popolare anche tra i fan; durante la messa in onda della prima stagione di Loki, Di Martino è stata la prima in classifica sullo STARmeter di IMDb. Screen Rant ha visto ciò come "la testimonianza di come la Marvel possa scegliere un attore relativamente sconosciuto e lanciarlo nell'immediata celebrità attraverso il MCU". Desert News ha identificato Sylvie come la "MVP" della prima stagione della serie, in quanto "fa più di qualsiasi altro personaggio nello show" e "guida la maggior parte della storia con la sua vendetta contro la TVA".

### Relazione con Loki
Sono state mosse alcune critiche contro la relazione tra Loki e Sylvie mostrata alla fine della prima stagione della serie Loki, soprannominata "autocesto", sebbene Waldron l'abbia ritenuta un'aggiunta necessaria per lo sviluppo dei personaggi e per il messaggio dell'amor proprio. Stephen Kelly, critico della BBC Culture, ha definito la relazione come "frutto di alcune delle fanfiction più perverse che Internet abbia mai visto" nelle sue speculazioni sul futuro della serie dopo l'uscita dell'episodio La Variante. Christian P. Haines, filosofo e assistente della Penn State University, ha discusso con Gizmodo le implicazioni della storia d'amore tra i due personaggi, affermando che "la domanda non è tanto, "questo conta come incesto?", ma piuttosto "cosa accadrebbe se questa regola sociale davvero fondamentale venisse allentata?... Il caos rovescerebbe il multiverso? Oppure le cose sarebbero più o meno le stesse, a meno che non diamo per scontate nemmeno le regole sociali e culturali più elementari? Questa mi sembra una proposta molto alla Loki: non rivoluzione, in realtà, più un'ironia aspra che mina i presupposti delle auto-serie sulla natura umana o su cosa significhi essere "civilizzati". Haines ha riscontrato dei problemi con il modo in cui le persone "si eccitano per la trasgressione che questo rappresenta", ma ha elogiato il tema dell'esplorazione di sé presentata dalla serie. Andi Ortiz di TheWrap ha trovato la relazione "un po' difficile da far funzionare a lungo termine", ma l'ha elogiata nel suo insieme, in particolar modo per le interpretazioni di Hiddleston e Di Martino e per la loro chimica: "Loki e Sylvie... hanno passato molto... hanno condiviso segreti e svelato le loro anime. E chiaramente, Tom Hiddleston e Sophia Di Martino hanno la giusta chimica come attori".

### Riconoscimenti
| Anno | Opera | Premio                                  | Categoria                                                     | Risultato  | Riferimenti |
| ---- | ----- | --------------------------------------- | ------------------------------------------------------------- | ---------- | ----------- |
| 2022 | Loki  | Critics' Choice Super Awards            | Miglior attrice in una serie supereroistica                   | Candidata  | [ 50 ]      |
| 2022 | Loki  | MTV Movie & TV Awards                   | Miglior performance rivelazione                               | Vincitrice | [ 51 ]      |
| 2022 | Loki  | MTV Movie & TV Awards                   | Miglior coppia                                                | Vincitrice | [ 51 ]      |
| 2022 | Loki  | Hollywood Critics Association TV Awards | Miglior attrice di supporto in una serie streaming drammatica | Candidata  | [ 52 ]      |